# بطريق ملجم
البطريق المُلجم أو البطريق شريطيّ الذّقن هو نوع من البطريق، يقطن قارة أنتاركتيكا ومحيطها، بما في ذلك جزيرة جورجيا الجنوبية وجزر ساندويتش وجزيرة العزلة وجزر أوركين الجنوبية وجزر شتلاند الجنوبية وجزيرة بوفيه وجزر باليني. يشير اسم هذه البطاريق إلى الشريط الأسود الضيق على ذقونها ووجنتيها، الذي يمنحهم مظهر من يرتدي خوذة سوداء، وهذه السّمة تجعل تمييزهم سهلاً جداً عن أنواع البطاريق الأخرى.

## الوصف
يمكن أن تنمو البطاريق شريطية الذّقن حتى طول 68 سنتيمتراً، ووزن 6 كيلوغرامات، لكن قد ينقص وزنها في بعض الأحيان حتى 3 كيلوغرامات فقط أثناء موسم التزاوج. ذكور هذه البطاريق أكبر حجماً وأثقل وزناً من الإناث.

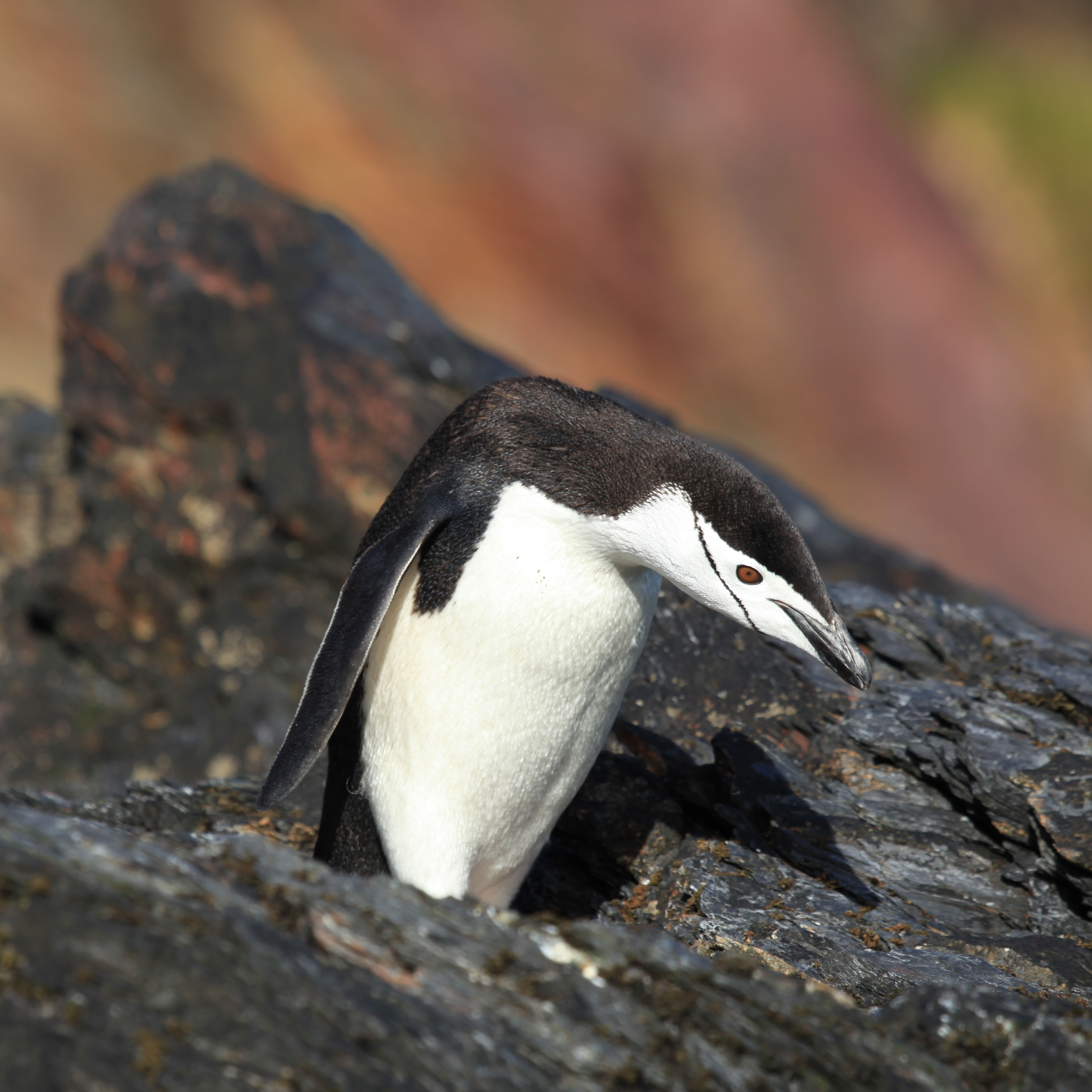
بطريق ملجم في خليج كوبر بجزيرة جورجيا الجنوبية.

زعانف البطريق شريطيّ الذقن البالغ سوداء اللّون وذات حوافٍّ بيضاء، فيما أن جانبها السفلي أبيض. وجهه أبيض إلى ما وراء العينين البنيّتين المحمرَّتين، كما أن الذقن وأسفل الرقبة بيضاوان أيضاً، وأما المنقار فهو قصير وأسود. أرجله وأقدامه القصيرة والقوية زهرية اللون. يساعد البطريقي ملجم على التمويه في المياه ريشه الأبيض والأسود، ويجنبه ذلك أعداءه مثل الفقمات، فعند النظر إلى ظهره الأسود من الأعلى يبدو جزءاً من المياه المظلمة تحته، أما عند النظر إليه من الأسفل فهو يبدو جزءاً من ضوء الشمس السّاطع فوقه.

## الحياة والغذاء
يتألف غذاء هذه الطيور بشكل أساسي من قريدس البحر والروبيان والأسماك، وتُضطَّر للسباحة مسافة 80 كيلومتراً من الشاطئ كلّ يوم للوصول إليه. يمكن للبطريق شريطي الذّقن أن يسبح في المياه المتجمدة بفضل ريشه الكثيف الذي يمنحه غطاءً مضادًا للماء، كما تساعده طبقة الشحوم الثخينة تحت جلده على عزله من الماء، وتحافظ على حرارة جسده الأوعية الدموية في زعانفه وأرجله.
تعيش هذه البطاريق عادة على جزرٍ قاحلة حول قارة أنتاركتيكا، وفي فصل الشتاء تحتشد بأعدادٍ كبيرة على الجبال الجليدية الطافية الكبيرة بالبحار الجنوبية أو في شبه الجزيرة الأنتاركتيكية، غير أنها تحتاج إلى أراضٍ صلبة وجافّة عند وضع بيضها. المفترس الأساسي للبطاريق ملجمة في بيئتها الطبيعية هو فقمة النمر، وهي عادةً ما تعيش لفترات تتراوح من 15 إلى 20 عاماً.
تُعدّ البطاريق ملجمة أكثر أنواع البطاريق عدائيّة.

## صور

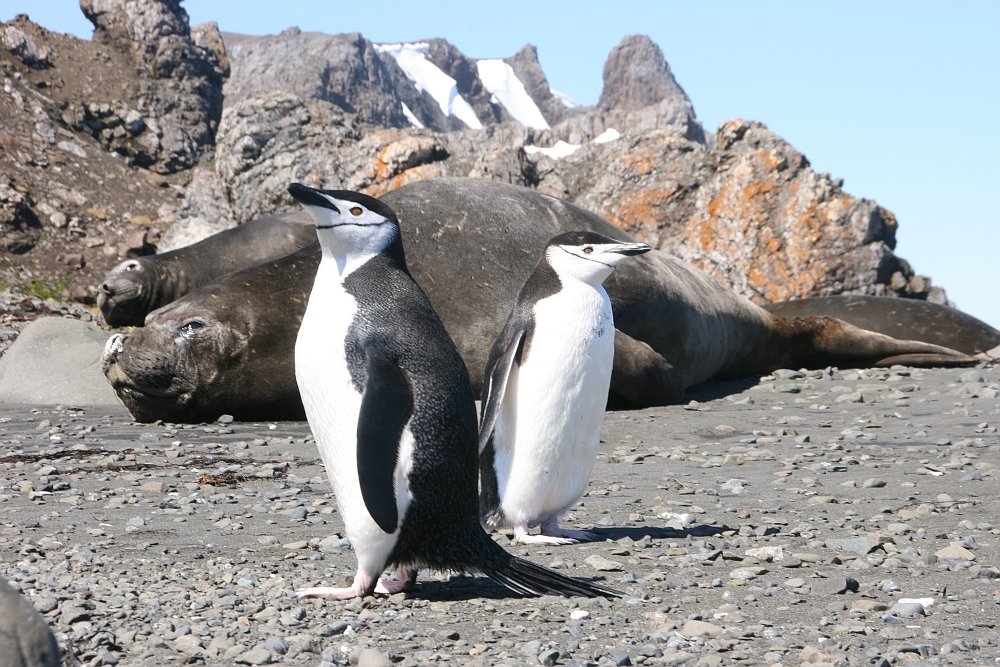
البطاريق شريطية الذقن وفقمات الفيل بجزيرة الملك جورج.
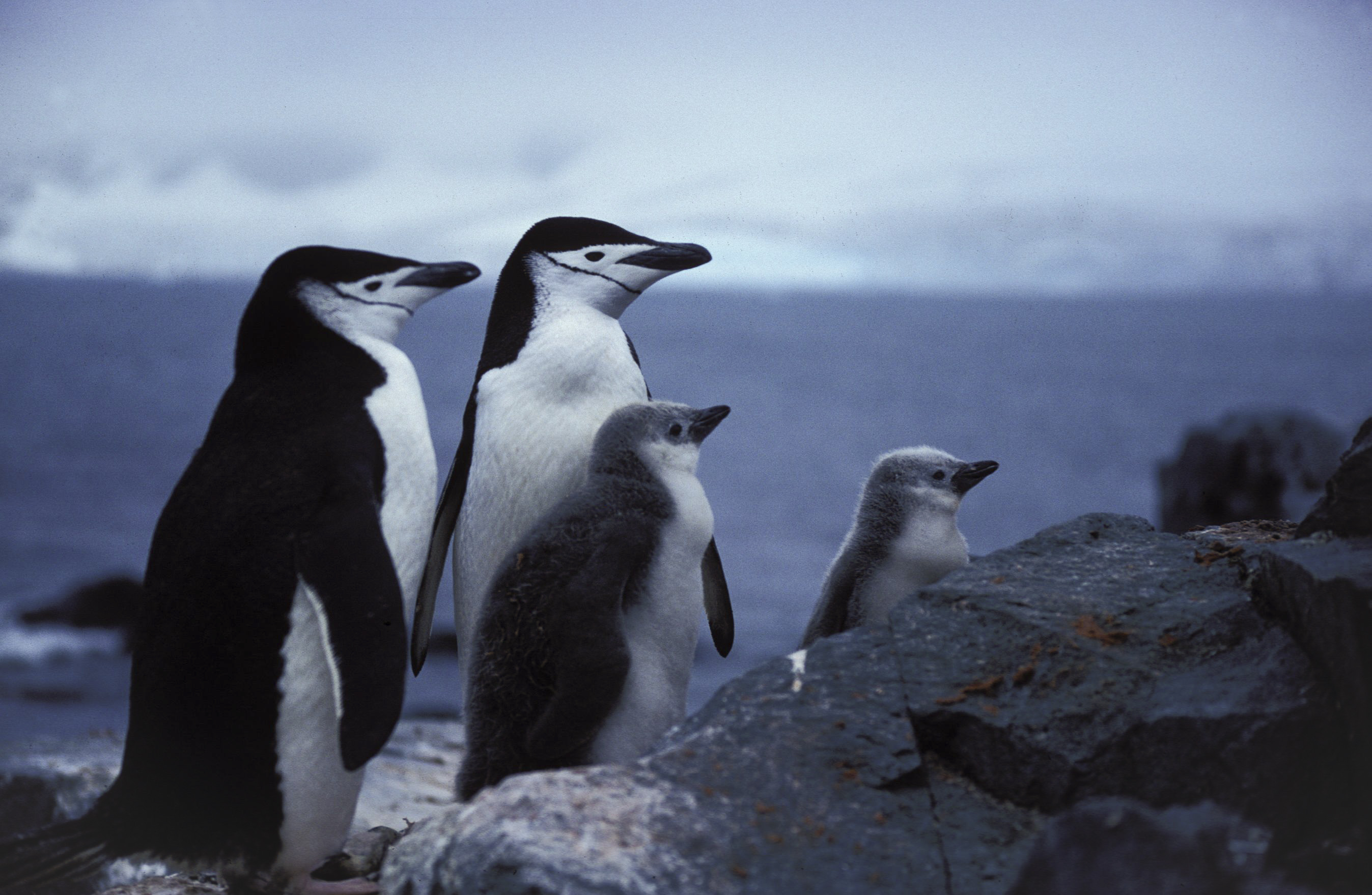
مجموعة بطاريق شريطية الذقن بشبه الجزيرة الأنتاركتيكية.
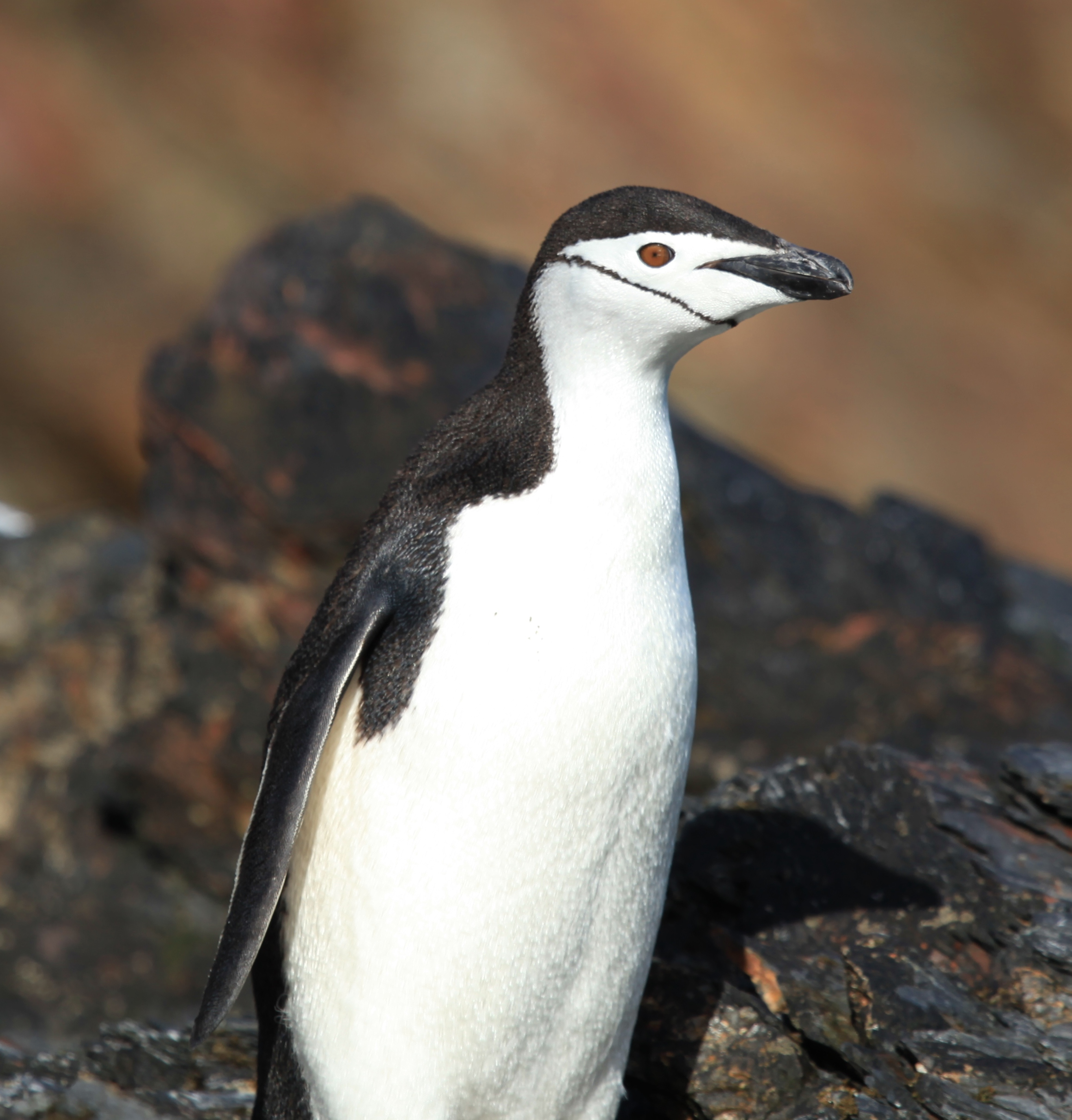
بطريق في خليج كوبر بجزيرة جورجيا الجنوبية.
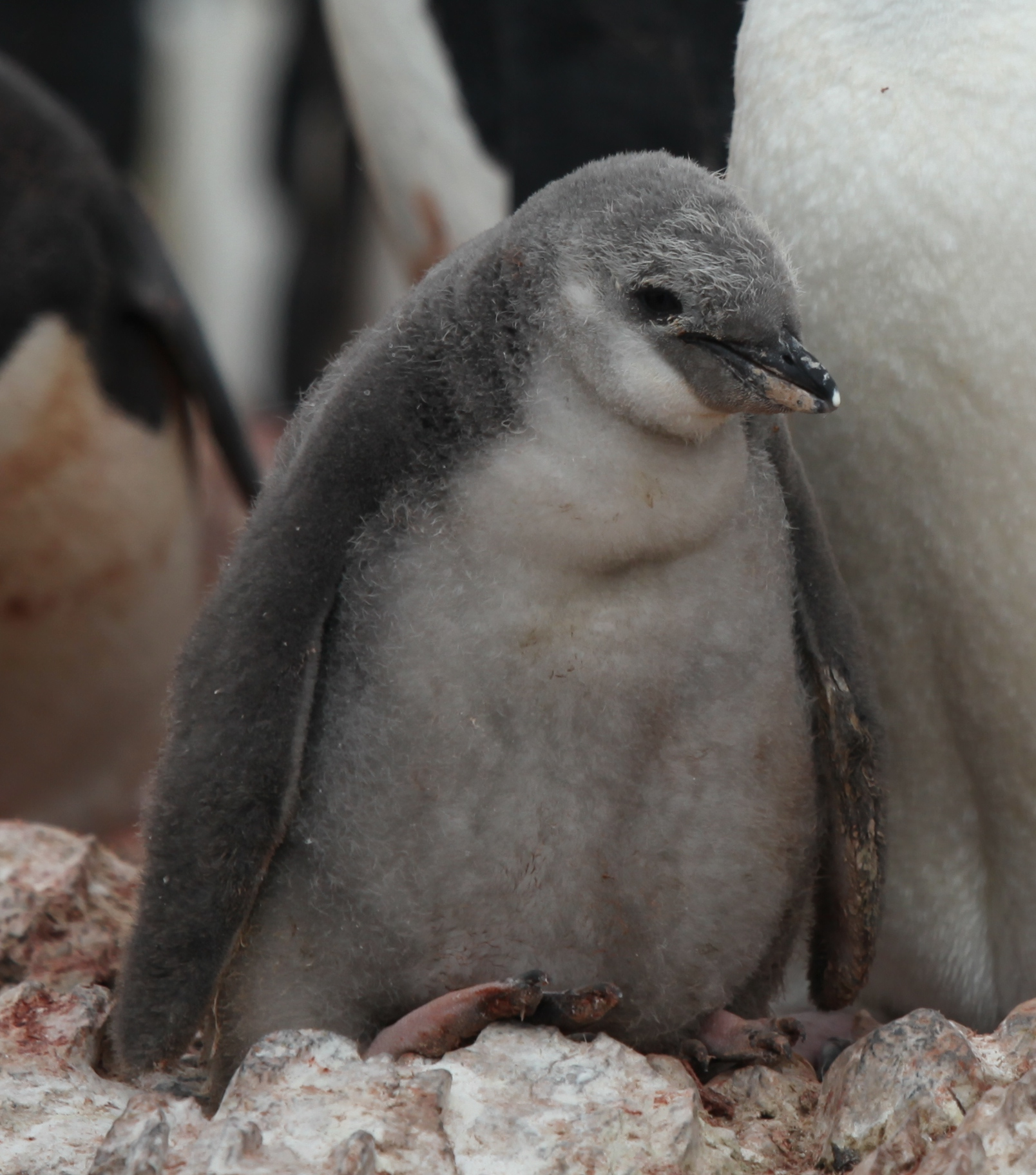
فراخ البطاريق في جزيرة الفيل.
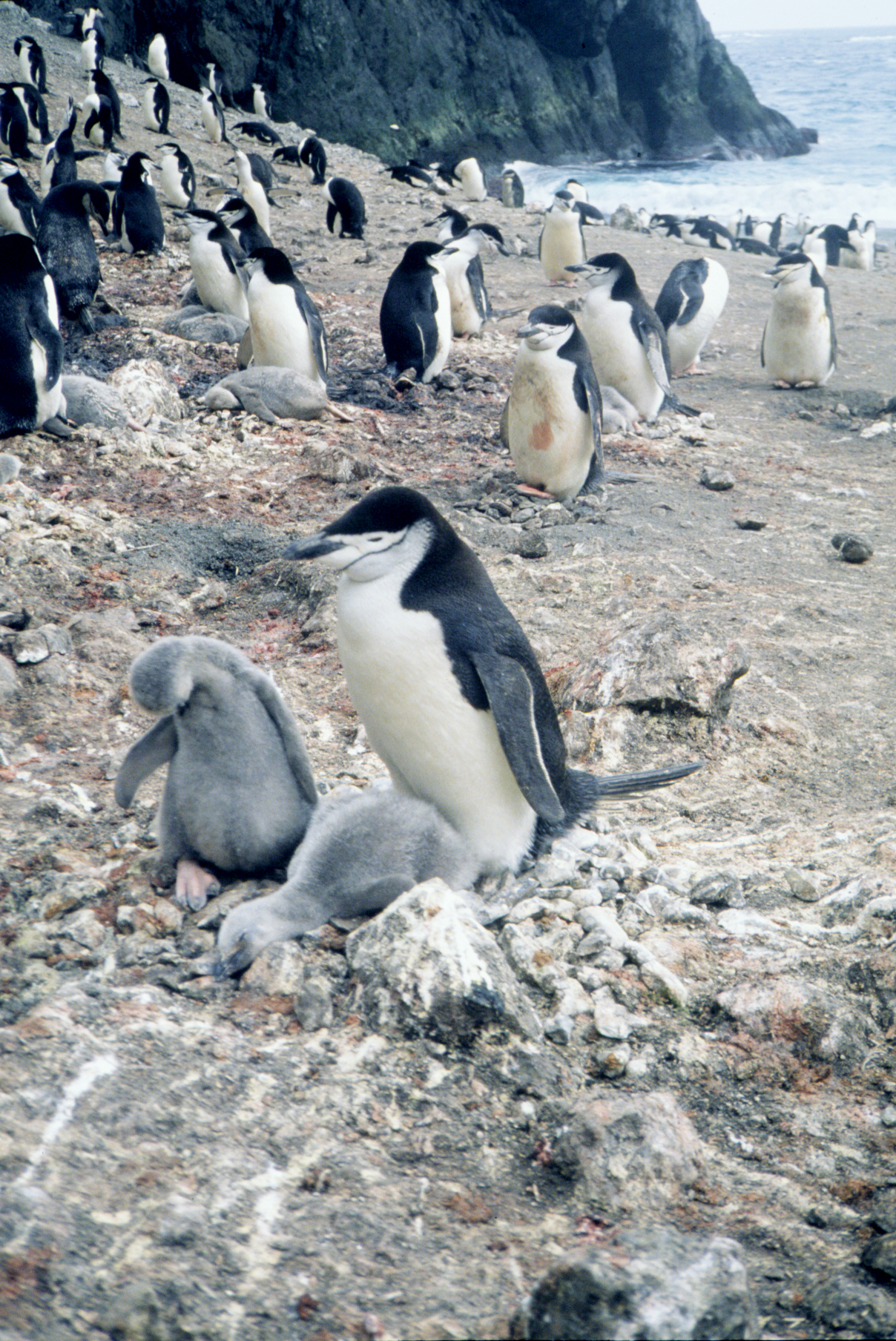
مستعمرة للبطاريق شريطية الذقن في جزيرة الفقمة.